# Sileshårssläktet
Sileshårssläktet (Drosera) är ett släkte i familjen sileshårsväxter med cirka 100, kärrlevande arter som förekommer i alla världsdelar. Tre arter av släktet sileshår förekommer tämligen allmänt över de nordiska länderna på mossarnas vitmosstuvor; storsileshår, småsileshår och rundsileshår.
Sileshårs-arterna är mest ryktbara för sina blad, som fungerar som fällor för insekter. Rosettbladen är i kanten och på hela översidan fullsatta av långskaftade, vackert purpurröda körtlar, tentakler – de som sitter vid kanten kan vara lika långa som bladskivans diameter. Dessa Drosera-tentakler har både känsel och rörelseförmåga. Om ett litet föremål läggs på bladet fastnar det i de närmaste körtlarnas klibbiga avsöndring, som i vilotillståndet täcker deras spets som en liten klar och glänsande droppe. Även de kringstående tentaklerna, som inte direkt berörts, böjer sig från alla håll långsamt ned mot det främmande föremålet. Skulle det vara en liten köttsmula eller en insekt, det vill säga innehålla protein, utsöndras även en matsmältningsvätska (ett ferment eller enzym), som smälter proteinerna, på samma sätt som i djurens magsäck. Tentaklerna utför då även sina fångströrelser hastigare än annars, och efter ett dygn är de alla böjda tillsammans över sitt byte. Efter ännu ett dygn är de åter utspärrade, och föremålet har upplösts och sugits upp av bladet. Av små insekter finnes endast hudskelettet kvar.
Tentakelspetsarna har således många skilda uppgifter, nämligen att avsöndra flera olika slag av vätskor, att suga upp dem igen, och att uppfatta eller känna beröringen av främmande kroppar.
Känseln består av särskilda sinnesceller med små utskjutande uddar från ytlagret av sin protoplasma. Känsligheten är så stor, att tentaklerna tydligt reagerar för trycket av ett stycke av ett litet hårstrå, endast 0,2 millimeter långt och 0,0008 milligram i vikt.[källa behövs]
Drosera-arterna får på detta sätt vissa näringsämnen, som de inte skulle kunna erhålla genom sina rötter, eftersom de oftast växer på de vattendränkta mattorna och tuvorna av vitmossa (Sphagnum) i mossar, där endast mineralfattigt vatten finns att tillgå. Rotsystemet är också mycket svagt utvecklat.

## Dottertaxa till Sileshår, i alfabetisk ordning[2]
- Drosera aberrans
- Drosera acaulis
- Drosera adelae
- Drosera affinis.
- Drosera afra
- Drosera alba
- Drosera aliciae
- Drosera allantostigma
- Drosera andersoniana
- Drosera androsacea
- Drosera anglica
- Drosera arcturi
- Drosera arenicola
- Drosera banksii
- Drosera barbigera
- Drosera bequaertii
- Drosera biflora
- Drosera binata
- Drosera brevicornis
- Drosera brevifolia
- Drosera broomensis
- Drosera browniana
- Drosera bulbigena
- Drosera bulbosa
- Drosera burkeana
- Drosera burmannii
- Drosera caduca
- Drosera callistos
- Drosera camporupestris
- Drosera capensis
- Drosera capillaris
- Drosera cayennensis
- Drosera cendeensis
- Drosera chrysolepis
- Drosera cistiflora
- Drosera citrina
- Drosera closterostigma
- Drosera coccipetala
- Drosera collinsiae
- Drosera colombiana
- Drosera communis
- Drosera cuneifolia
- Drosera darwinensis
- Drosera derbyensis
- Drosera dichrosepala
- Drosera dielsiana
- Drosera dilatatopetiolaris
- Drosera echinoblastus
- Drosera elongata
- Drosera eneabba
- Drosera erythrogyne
- Drosera erythrorhiza
- Drosera esmeraldae
- Drosera falconeri
- Drosera felix
- Drosera ferruginea
- Drosera filiformis
- Drosera fimbriata
- Drosera fulva
- Drosera gibsonii
- Drosera gigantea
- Drosera glabripes
- Drosera glanduligera
- Drosera graminifolia
- Drosera graniticola
- Drosera grantsaui
- Drosera graomogolensis
- Drosera grievei
- Drosera hamiltonii
- Drosera hartmeyerorum
- Drosera helodes
- Drosera heterophylla
- Drosera hilaris
- Drosera hirtella
- Drosera hirticalyx
- Drosera huegelii
- Drosera humbertii
- Drosera hybrida
- Drosera hyperostigma
- Drosera incisa
- Drosera indica
- Drosera insolita
- Drosera intermedia
- Drosera intricata
- Drosera kaieteurensis
- Drosera katangensis
- Drosera kenneallyi
- Drosera kihlmanii
- Drosera lasiantha
- Drosera leucoblasta
- Drosera leucostigma
- Drosera linearis
- Drosera liniflora
- Drosera lowriei
- Drosera macrantha
- Drosera macrophylla
- Drosera madagascariensis
- Drosera magnifica[3]
- Drosera mannii
- Drosera marchantii
- Drosera menziesii
- Drosera meristocaulis
- Drosera microphylla
- Drosera miniata
- Drosera modesta
- Drosera montana
- Drosera monticola
- Drosera moorei
- Drosera myriantha
- Drosera natalensis
- Drosera neesii
- Drosera neocaledonica
- Drosera nidiformis
- Drosera nitidula
- Drosera oblanceolata
- Drosera obovata
- Drosera occidentalis
- Drosera orbiculata
- Drosera ordensis
- Drosera oreopodion
- Drosera paleacea
- Drosera pallida
- Drosera panamensis
- Drosera paradoxa
- Drosera parvula
- Drosera patens
- Drosera pauciflora
- Drosera pedicellaris
- Drosera peltata
- Drosera peruensis
- Drosera petiolaris
- Drosera pilosa
- Drosera platypoda
- Drosera platystigma
- Drosera praefolia
- Drosera prolifera
- Drosera prostrata
- Drosera prostratoscaposa
- Drosera pulchella
- Drosera pycnoblasta
- Drosera pygmaea
- Drosera radicans
- Drosera ramellosa
- Drosera ramentacea
- Drosera rechingeri
- Drosera regia
- Drosera roraimae
- Drosera rosulata
- Drosera rotundifolia
- Drosera rubrifolia
- Drosera rupicola
- Drosera salina
- Drosera schizandra
- Drosera schmutzii
- Drosera scorpioides
- Drosera sessilifolia
- Drosera sewelliae
- Drosera sidjamesii
- Drosera slackii
- Drosera solaris
- Drosera spatulata
- Drosera spilos
- Drosera stenopetala
- Drosera stolonifera
- Drosera stricticaulis
- Drosera subhirtella
- Drosera subtilis
- Drosera sulphurea
- Drosera superrotundifolio-longifolia
- Drosera tentaculata
- Drosera trinervia
- Drosera tubaestylis
- Drosera umbellata
- Drosera uniflora
- Drosera walyunga
- Drosera whittakeri
- Drosera villosa
- Drosera viridis
- Drosera zigzagia
- Drosera zonaria

## Bildgalleri

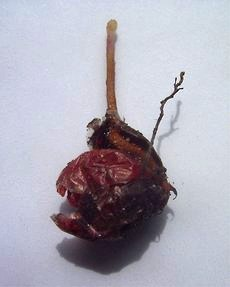
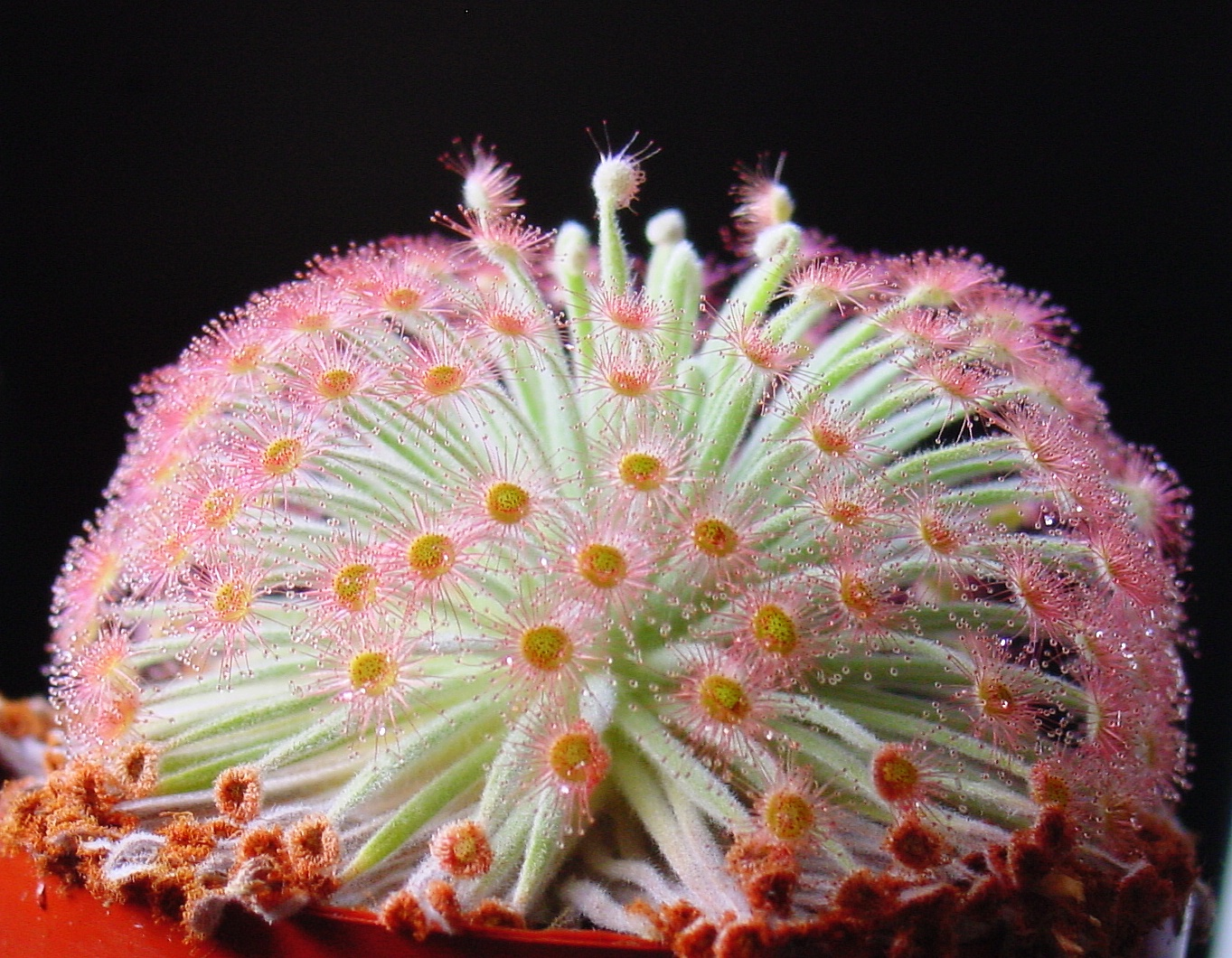
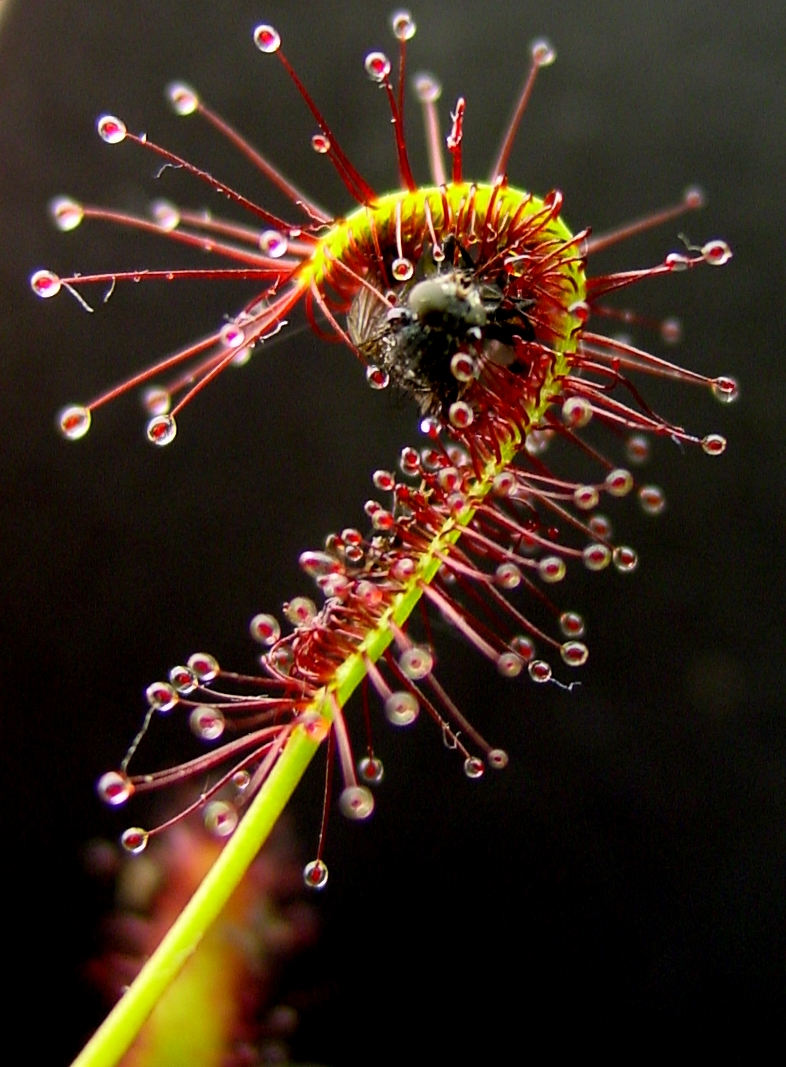
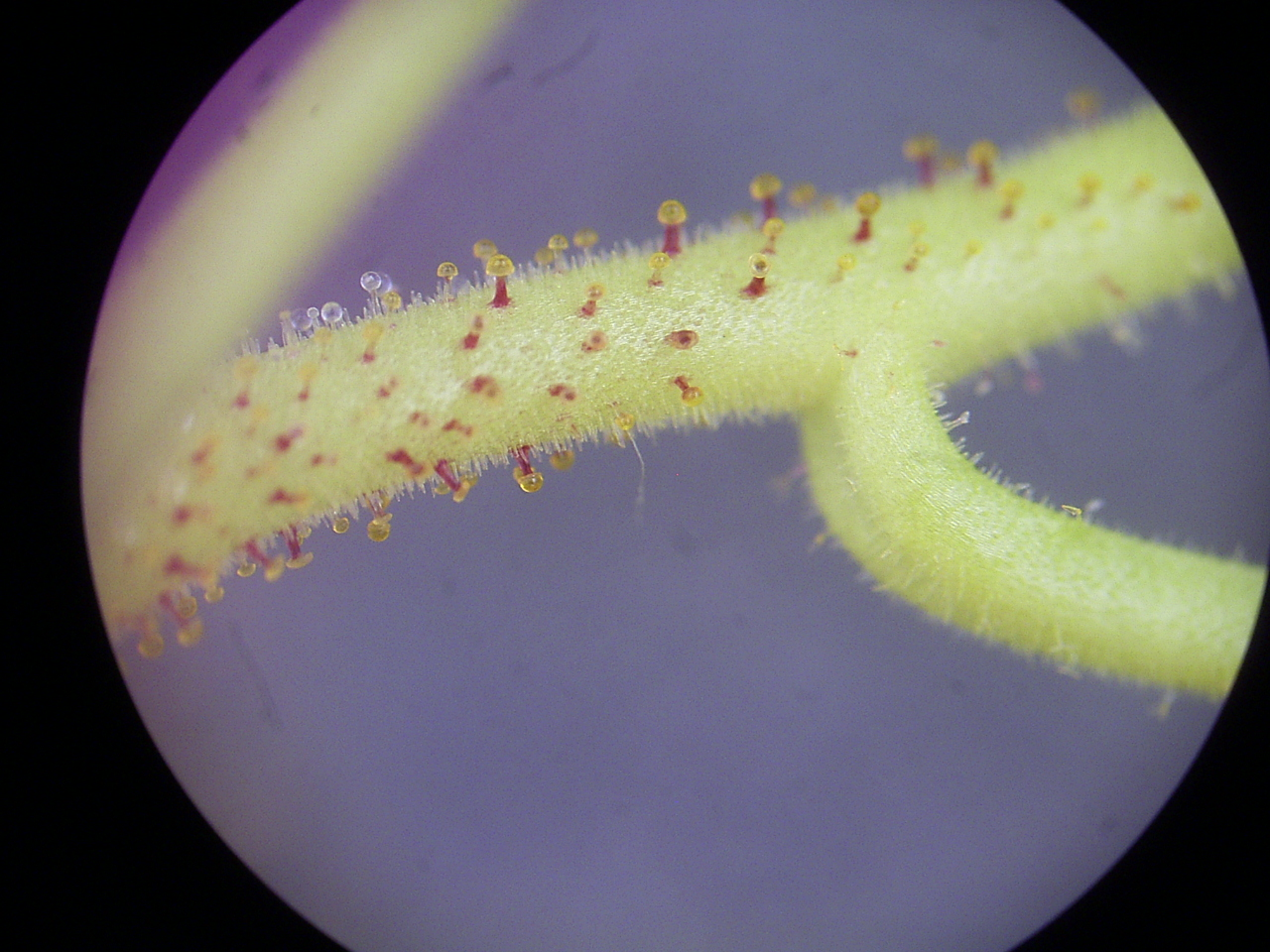
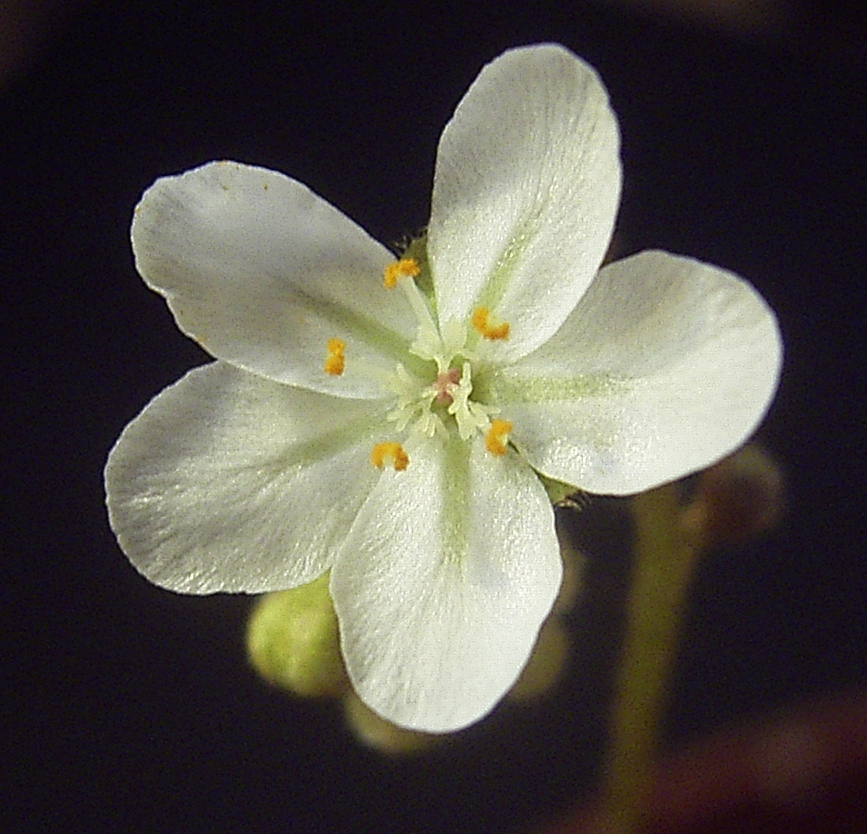
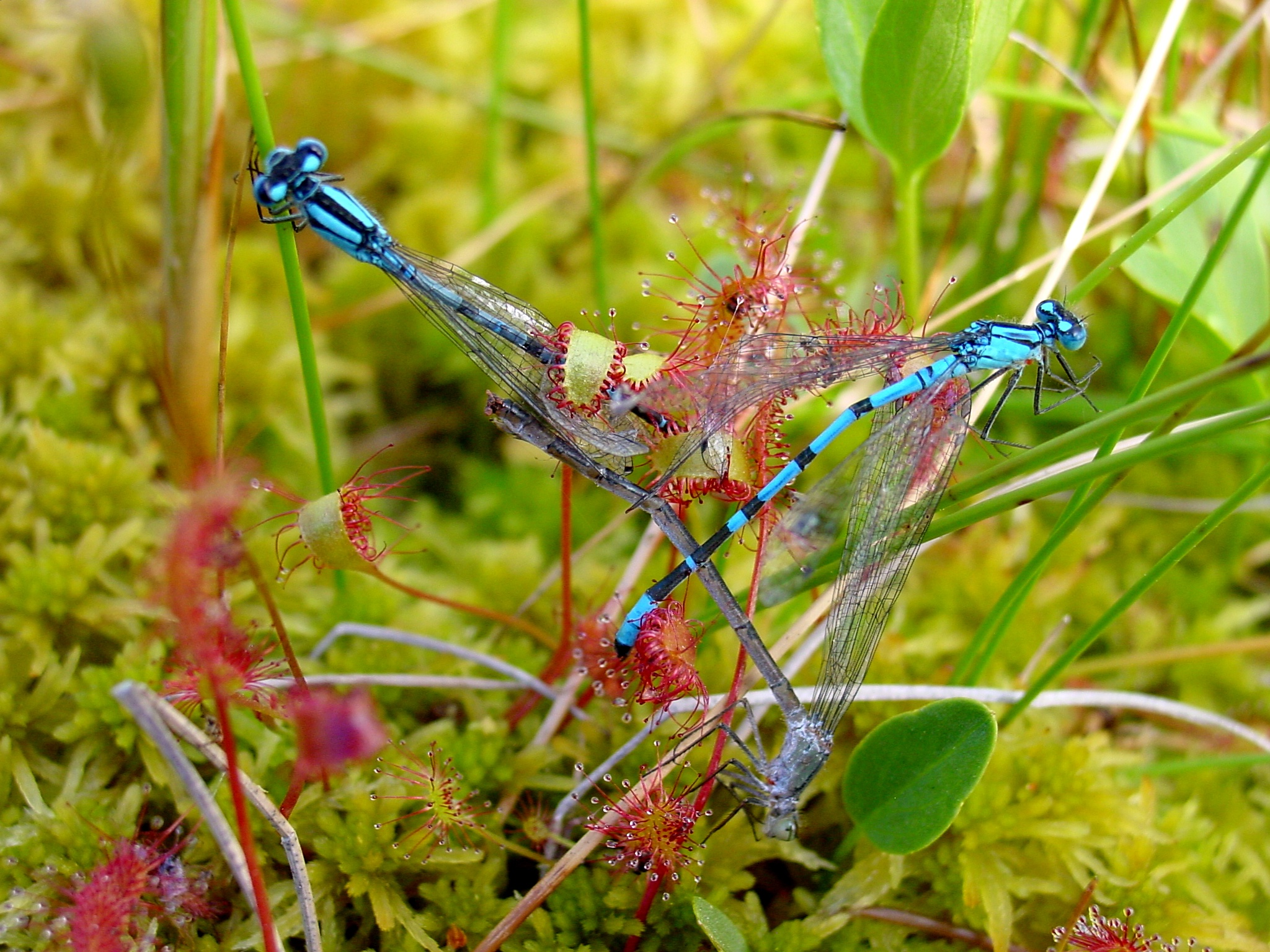